# Karsko (gromada)
Karsko – dawna gromada, czyli najmniejsza jednostka podziału terytorialnego Polskiej Rzeczypospolitej Ludowej w latach 1954–1972.
Gromady, z gromadzkimi radami narodowymi (GRN) jako organami władzy najniższego stopnia na wsi, funkcjonowały od reformy reorganizującej administrację wiejską przeprowadzonej jesienią 1954 do momentu ich zniesienia z dniem 1 stycznia 1973, tym samym wypierając organizację gminną w latach 1954–1972.
Gromadę Karsko z siedzibą GRN w Karsku utworzono – jako jedną z 8759 gromad na obszarze Polski – w powiecie myśliborskim w woj. szczecińskim na mocy uchwały nr V/47/54 WRN w Szczecinie z dnia 5 października 1954. W skład jednostki weszły obszary dotychczasowych gromad Karsko, Łubianka i Parzeńsko ze zniesionej gminy Karsko w tymże powiecie. Dla gromady ustalono 10 członków gromadzkiej rady narodowej.
1 stycznia 1962 do gromady Karsko włączono miejscowości Ulejno, Kinice i Chojeniec ze zniesionej gromady Rychnów w tymże powiecie.
Gromadę zniesiono 1 stycznia 1972, a jej obszar włączono do gromad Barlinek (miejscowości Łubianka, Pustać, Słowicze, Więcław i Wilczyska) i Nowogródek Pomorski (miejscowości Karsko, Głownia, Lipin, Chojeniec, Kinice, Ulejno, Golin, Ławin, Parzeńsko, Sołacz, Stawno i Trzciniec) w tymże powiecie.